# Renato Bresciani
(Padre Renato Bresciani, ACSE, Roma incontra il terzo mondo, MCCJ Bullettin, n. 136, pp. 29-35, giugno 1982)
Padre Renato Bresciani (Mezzane di Sotto, 6 agosto 1914 – Verona, 22 luglio 1996) è stato un presbitero e missionario italiano della congregazione dei comboniani.

## Formazione e vocazione
Giovanissimo, studia nell'Istituto Don Mazza, lo stesso dove si era formato Daniele Comboni, il fondatore dei Missionari Comboniani del Cuore di Gesù e delle Pie Madri della Nigrizia.
Di natura vivace e intraprendente, si distinse per il suo attivismo come fondatore, assieme ai suoi compagni di liceo, della rivista Helios. È durante il liceo che matura la sua vocazione religiosa ed entra tra i Comboniani. Recatosi a Roma, consegue la licenza in teologia, viene ordinato sacerdote nel 1939 ed inviato a Londra per lo studio della lingua inglese.

## La guerra e il campo di concentramento dell'isola di Man
Durante la Seconda guerra mondiale, si trova nel campo di concentramento dell'Isola di Man, dove organizza corsi di lingua e di altre discipline per i prigionieri italiani, presso i quali forniva la sua opera di apostolato. Per gli oltre 4 000 prigionieri, «spesso afflitti perché lontani dagli affetti familiari e bisognosi di speranza», fondò la rivista Aurora mentre divenne editore e diffusore del giornale Sursum corda, un foglio di collegamento per i cappellani militari prigionieri.
Finita la guerra, diventa Superiore Provinciale dei Comboniani in Inghilterra ed offre un determinante contributo alle opere dell'Istituto e all'animazione vocazionale nel Regno unito.

## Padre della Chiesa Sudanese
Nel 1954, parte per il Sudan e nel 1956, l'anno dell'indipendenza, a Tore River, fonda il Seminario Maggiore San Paolo, nella diocesi di Yei, seminario che preparerà oltre 400 sacerdoti africani. Dalla sua scuola sono usciti quattro vescovi. Durante le guerre civili, il seminario deve spostarsi in continuazione da Kit a Lachor in Uganda, da Juba a Bussere, poi nuovamente a Yuba ed, infine, a Karthoum. Per la sua attività e l'influsso sui futuri sacerdoti, Padre Bresciani è stato chiamato padre della Chiesa sudanese.
Padre Bresciani si distingue particolarmente per l'influsso che esercita sulle autorità governative e sui diplomatici sudanesi con i quali intrattiene rapporti di collaborazione e dai quali ottiene fiducia. In virtù di tali reciproci rapporti di fiducia, è l'unico tra i sacerdoti comboniani ad ottenere il permesso di rientrare in Sudan dopo la grande espulsione di tutti i missionari dal Sudan meridionale nel 1964.
Negli anni in cui è attivo in Sudan, finanzia gli studi all'estero di giovani sudanesi, nella visione di Comboni - salvare l'Africa con gli africani - nell'intenzione di dare agli africani stessi la possibilità di riscattarsi con le proprie forze.

## L'espulsione dal Sudan ela missione che viene a noi
Dopo le guerre civili e l'espulsione definitiva dal Sudan, torna in Italia e diventa padre spirituale dei teologi comboniani a Roma.
A Roma si dedica all'assistenza degli immigrati africani e asiatici, interpretando il fenomeno immigratorio come la missione che viene a noi, in cui non sono più i missionari a partire verso terre di missione bensì sono le popolazioni oppresse da povertà, guerre e pulizie etniche a fuggire per recarsi verso destinazioni più sicure, in cerca di un futuro migliore.
Qui, nel 1969, fonda l'Associazione Comboniana Studenti Esteri (ACSE) - la quale, negli anni successivi, è diventata Associazione Comboniana Servizio Emigranti - che a quel tempo assiste circa 15 000 immigrati, coinvolgendo la diocesi di Roma nella sua opera e ottenendo aiuti dal Vaticano. Nel 1995 l'ACSE si costituisce come Associazione autonoma di volontariato e nel 2000, dopo la morte del fondatore, è iscritta nel registro regionale delle associazioni di volontariato diventando un'organizzazione non lucrativa di utilità sociale (ONLUS) a tutti gli effetti.
Inizialmente l'ACSE era destinata ad aiutare gli studenti stranieri ad inserirsi e studiare in Italia per poi tornare nei loro paesi d'origine e contribuire al loro sviluppo economico, sociale, culturale. Successivamente si è rivolta a tutti gli immigrati, accogliendo principalmente africani ed asiatici.
Padre Bresciani muore a Verona il 22 luglio 1996. Di lui è stata scritta una biografia con prefazione di Francesco Rutelli, in quegli anni sindaco di Roma, con il quale Padre Bresciani collaborò negli ultimi anni della sua vita nell'impegno comune di contribuire a fare della Città Eterna una città pienamente multiculturale.
Nel 1998 gli è stato dedicato l'Ambulatorio Odontoiatrico Padre Renato Bresciani, ospitato nei locali dell'ACSE, a Roma, struttura che si prende cura gratuitamente dei migranti e dei rifugiati politici provenienti dal terzo mondo, svolgendo circa duemila interventi l'anno.